# Leland Stanford

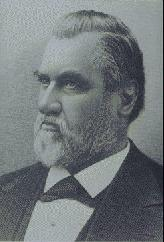
Leland Stanford

Amasa Leland Stanford, född 9 mars 1824 i Watervliet, New York, död 12 juni 1893 i Palo Alto, Kalifornien, var en amerikansk affärsman, politiker och grundare av Stanford University.
Han studerade juridik i Cazenovia och Albany, New York. Han inledde 1848 sin karriär som advokat och flyttade samma år till Wisconsin. Fyra år senare flyttade han till Kalifornien på grund av guldruschen.
Stanford var delegat till republikanernas partikonvent 1860. Han var 1861 med om att grunda Central Pacific Railroad. Som järnvägsbolagets verkställande direktör blev han en betydande järnvägsmagnat i USA. Han ledde bolaget fram till sin död och var dessutom länge verkställande direktör för Southern Pacific Railroad.
Han var den åttonde guvernören i delstaten Kalifornien 1862-1863 och republikansk ledamot av USA:s senat från Kalifornien från 1885 fram till sin död.
1876 köpte han även hästen Electioneer, en avkomma till hingsten Hambletonian 10, som räknas som den amerikanska sulkyhästens fader. Electioneer är en av fyra avkommor där sedan alla amerikanska travar- och passgångarlinjer utgår från.
Han grundade Stanford University tillsammans med sin fru Jane Stanford. Paret ville hedra minnet av enda barnet Leland, Jr. (1868-1884) som dog innan han hade fyllt sexton. Därför är universitetets hela namn "Leland Stanford Junior University".